# Никола Седлак
Никола Седлак е сръбски шахматист, международен гросмайстор.

## Биография
През 2007 година участва в първенството на Европейския съюз. След последния кръг дели първата позиция с италианеца Микеле Годена, но сръбският гросмайстор е обявен за краен победител след тайбрек. Същата година пропуска шанса да спечели откритото първенство на Хърватия, след като губи тайбрека за първото място срещу българина Александър Делчев. След изиграване на редовните кръгове, двамата гросмайстори имат резултат 6,5 точки от 9 възможни.

## Турнирни резултати
- 2001 – Стара Пазова (3 м. на „Мемориал Иван Занич“ с резултат 6,5 точки от 11 възможни)[3]
- 2002 – Будапеща (3 м. на „First Saturday“ през месец февруари с резултат 8,5 точки от 13 възможни)[4]
- 2003 – Халсбери (1 м. на турнир за юноши с резултат 7,5 точки от 9 възможни)[5]; Пула (2 м. на „Опен Пула“)[6]; Панчево (2 м. с резултат 7,5 точки от 11 възможни; същия точков актив имат победителя Иван Чепаринов и третия Сергей Григорянц)[7]
- 2004 – Есбер (1 м. на „The North Sea Cup“ с резултат 7,5 точки от 9 възможни)[8]
- 2005 – Кан (2 м. на международния летен турнир „Кан Опен“ с резултат 7,5 точки от 9 възможни)[9]; Суботица (1 м. на „Мемориал Мирко Срайбер“ с резултат 9 точки от 11 възможни)[10]
- 2006 – Аячо (2 м. на открит турнир по ускорен шахмат с резултат 7,5 точки от 9 възможни; победител е Рустам Касимджанов със същия точков актив)[11]; Задар (3 м. на „Задар Опен“ с резултат 6 точки от 9 възможни)[12]
- 2007 – Жупаня (1 м. с резултат 7 точки от 9 възможни)[13]
- 2008 – Вършац (1-2 м. на „Бора Костич Мемориал“ със Стелиос Халкиас и резултат 6 точки от 9 възможни)[14]
- 2009 – Сараево (1 м. след тайбрек на турнир „BH Telecom“ с резултат 7 точки от 9 възможни; Боян Вукович и Милан Драшко завършват със същия точков актив, съответно на втора и трета позиция; турнирът е част от веригата „Балкан Гранд При“)[15]

## Участия на шахматни олимпиади
| Година | Организатор    | Отбор               | Класиране (отборно) | Дъска    |
| 2006   | Торино         | Сърбия и Черна гора | 37                  | Втора    |
| 2010   | Ханти Мансийск | Сърбия              | 33                  | Първа    |
| 2012   | Истанбул       | Сърбия              | 14                  | Четвърта |